# Борилово (Орловская область)
Бори́лово — село в Болховском районе Орловской области, административный центр Бориловского сельского поселения. Населённый пункт воинской доблести (24.07.2023).

## Описание
Расположено в 7—10 км к юго-юго-западу от Болхова и примерно в 45 км к северу от Орла. Вытянуто по берегам реки Нугрь от устья Злынки до устья Снытки (правобережная и левобережная части села соединены единственным автомобильным мостом).
Через село проходит местная автодорога Болхов — Злынский Конезавод.
В селе имеются Дом культуры, библиотека, ФАП, магазин, также действуют фермерские хозяйства.

## Население
| 2002 | 2010 |
| ---- | ---- |
| 456  | ↘382 |

Национальный состав: русские — 96 %.

## История
В месте нахождения села в X—XIV веках существовал древнерусский город — остатки оборонных валов найдены на западной окраине села (городище Борилово).
Село впервые упоминается в 1686 году. В 1843 году в селе была построена каменная трёхпрестольная церковь Николая Чудотворца (сохранилась до наших дней, памятник архитектуры, видна из Болхова). В 1894-95 году была открыта церковно-приходская школа.
29-30 июля 1943 года в районе села велись ожесточённые бои при освобождении Болховского района.